# Давыдова, Наталья Максимовна
Ната́лья (настоящее имя — Ма́йя) Макси́мовна Давы́дова (18 мая 1925, Ленинград, РСФСР, СССР — 11 декабря 2005, Регенсбург, Бавария, Германия) — русская писательница. Член Союза писателей СССР (1958).

## Биография
Родилась в семье инженера-строителя Максима Владимировича Давыдова (1898—1961) и Елизаветы Иродионовны Макушинской (1898—1972). В 1947 году окончила филологический факультет ЛГУ, затем аспирантуру. Жила в Ленинграде, Москве. 
Дебютировала в литературе повестью «Будни и праздники» (1953), посвящённой жизни сельских врачей. Автор романов «Любовь инженера Изотова» (1960; перевод на польский язык, 1961), «Вся жизнь плюс ещё два часа» (1967; перевод на польский язык, 1968), «Никто никогда» (1971), «Сокровища на земле» (1976), историко-биографической повести «Выбор оружия» о российском революционере, поэте и журналисте Александре Вермишеве (1984), сборника рассказов «Только одна удача» (1958). Публиковалась в литературном альманахе «Год тридцать шестой», журналах «Новый мир», «Огонёк». В произведениях исследовала нравственные проблемы, связанные с темой труда, творчества, становления личности. 
В 1967 году выступила в защиту письма Александра Солженицына IV Всесоюзному съезду советских писателей об отмене цензуры. В 1998 году переехала на постоянное место жительства в Германию.

## Семья
- Младшая сестра — Ирина Максимовна Стацинская (1935—2004).
- Муж — Анатолий Наумович Рыбаков (1911—1998; Н. М. Давыдова была второй из трёх жён писателя), автор романов и повестей «Кортик», «Бронзовая птица», «Дети Арбата», лауреат Сталинской премии.
  - Сын — Алексей Анатольевич Макушинский (род. 1960), писатель и литературовед.

### Романы, повести
- Давыдова Н. М. Будни и праздники : повесть // Год тридцать шестой : Орган Союза советских писателей СССР / [ред. коллегия: Б. Н. Агапов… Л. А. Кудреватых и др.]. — М. : Литературная газета, [1953]. — С. 119—229. — (Литературно-художественный общественно-политический альманах ; № 15 ; 3-я кн. 1953 г.).
  - [То же]. — Л. : Советский писатель, 1954. — 200 с.
  - Рец.:  Герасимова В. А. Бойкость вместо глубины // Литературная газета. — 1954. — № 58 (15 мая). — С. 3.
  - Рец.:  Озерова К. Будни и праздники // Знамя. — 1954. — № 5. — С. 3.
  - Рец.:  Поздняев К. И. Первая повесть // Новый мир. — 1954. — № 7. — С. 246—251.
  - Рец.:  Эльяшевич А. Будни или праздники? // Звезда. — 1954. — № 10. — С. 175—184.
  - Рец.:  Константинов Юр. Конфликт и его разрешение // Звезда. — 1954. — № 11.
- Давыдова Н. М. Любовь инженера Изотова : роман // Новый мир. — 1960. — № 1. — С. 3—72 ; № 2. — С. 49—76  ; № 3. — С. 38—91.
  - [То же]. — М. : Советский писатель, 1962. — 390 с. : ил.
  -   (pl) Dawydowa N. M. Miłość inżyniera Izotowa : powieść / tłum. Ema Dmowska. — Warszawa : Czytelnik, 1961. — 258 s.
  - Рец.:  Дымшиц А. Л. Дурной вкус // Литературная жизнь. — 1960. — № 36 (23 марта). — С. 3.
  - Рец.:  Аронович И. Разве это роман о любви? // Что читать. — 1960. — № 7. — С. 28.
  - Рец.:  Попова Л. М. Наталья Давыдова. «Любовь инженера Изотова» // Звезда. — 1960. — № 8.
  - Рец.:  Лещевский И. Любовь по шпаргалке // Знамя. — 1960. — № 8. — С. 215—219.
  - Рец.:  О романе «Любовь инженера Изотова» : [Отзывы читателей] // Новый мир. — 1960. — № 10. — С. 274—279.
- Давыдова Н. М. Вся жизнь плюс ещё два часа : роман. — М. : Советский писатель, 1967. — 232 с. : ил.
  - [То же] ; Рассказы : роман. — М. : Советский писатель, 1968. — 288 с. : ил.
  - [То же] : романы, рассказы. — М. : Советский писатель, 1980. — 591 с. : ил. — Содерж.: РОМАНЫ: Вся жизнь плюс ещё два часа. С. 7 ; Сокровища на земле. С. 163 ; Любовь инженера Изотова. С. 295 ; РАССКАЗЫ: Как ты живёшь, моя первая любовь?. С. 521 ; Фёдоров и Таня. С. 533 ; Этот Еремеев. С. 544 ; Пыль и ветер. С. 555 ; Три дня, три звонка. С. 566 ; Только одна удача. С. 574.
  -   (pl) Dawydowa N. M. Całe życie i jeszcze dwie godziny : powieść / tłum. Janina Dziarnowska. — Warszawa : Czytelnik, 1968. — 236 s.
- Давыдова Н. М. Никто никогда : роман. — М. : Советский писатель, 1971. — 160 с., 1 л. портр. : ил.
- Давыдова Н. М. Сокровища на земле : роман. — М. : Советский писатель, 1976. — 192 с. : ил.
  - [То же] : романы, рассказы. — М. : Советский писатель, 1985. — 479 с. — Содерж.: РОМАНЫ: Сокровища на земле. С. 4 ; Никто никогда. С. 128 ; Вся жизнь плюс ещё два часа. С. 242 ; РАССКАЗЫ: Как ты живёшь, моя первая любовь? С. 394 ; Фёдоров и Таня. С. 405 ; Сёстры. С. 415 ; Пыль и ветер. С. 422 ; Девочка и нефть. С. 432 ; Этот Еремеев. С. 441 ; По семейным обстоятельствам. С. 451 ; Пишущая машинка. С. 459 ; Три дня, три звонка. С. 472.
- Давыдова Н. М. Выбор оружия : Повесть об Александре Вермишеве. — М. : Политиздат, 1984. — 268, [1] с., [7] л. ил. — (Пламенные революционеры).
  - [То же]. — 2-е изд. — М. : Политиздат, 1989. — 268, [1] с., [7] л. ил. — (Пламенные революционеры). — ISBN 5-250-00421-0.

### Рассказы
- Давыдова Н. М. Как ты живёшь, моя первая любовь? // Огонёк. — 1956. — № 33. — С. 22—24.
  - То же в:  Только одна удача, 1958; Только одна удача, 1959; Сокровища на земле, 1985
- Давыдова Н. М. Фёдоров и Таня // Огонёк. — 1956. — № 51. — С. 9—11.
  - То же в:  Только одна удача, 1959; Вся жизнь плюс ещё два часа, 1980; Сокровища на земле, 1985
- Давыдова Н. М. По семейным обстоятельствам // Огонёк. — 1957. — № 10. — С. 9—11.
  - То же в:  Только одна удача, 1958; Только одна удача, 1959; Сокровища на земле, 1985
- Давыдова Н. М. Только одна удача // Огонёк. — 1957. — № 25. — С. 17—20.
  - То же в:  Только одна удача, 1958; Только одна удача, 1959; Вся жизнь плюс ещё два часа, 1980
- Давыдова Н. М. Пыль и ветер // Огонёк. — 1957. — № 39. — С. 9—11.
  - То же в:  Только одна удача, 1959; Вся жизнь плюс ещё два часа, 1980; Сокровища на земле, 1985
- Давыдова Н. М. Этот Еремеев // Огонёк. — 1957. — № 41. — С. 10—12.
  - То же в:  Только одна удача, 1958; Только одна удача, 1959; Вся жизнь плюс ещё два часа, 1980; Сокровища на земле, 1985
- Давыдова Н. М. Пишущая машинка // Огонёк. — 1958. — № 39. — С. 26—28.
  - То же в:  Только одна удача, 1959; Сокровища на земле, 1985
- Давыдова Н. М. Девочка и нефть // Огонёк. — 1959. — № 24. — С. 17—19.
  - То же в:  Только одна удача, 1959; Сокровища на земле, 1985
- * Давыдова Н. М. Ира. — 1959.
  - То же в:  Только одна удача, 1959
- Давыдова Н. М. Сёстры. — 1959.
  - То же в:  Только одна удача, 1959; Сокровища на земле, 1985
- Давыдова Н. М. Три дня, три звонка. — 1980.
  - То же в:  Вся жизнь плюс ещё два часа, 1980; Сокровища на земле, 1985

#### Сборники
- Давыдова Н. М. Только одна удача : рассказы. — М. : Правда, 1958. — 42 с. : портр. — (Библиотека «Огонёк» ; № 44). — Содерж.: Только одна удача ; Этот Еремеев ; По семейным обстоятельствам ; Как ты живёшь, моя первая любовь?.
  - [То же]. — М. : Советский писатель, 1959. — 118 с. — Содерж.: Как ты живёшь, моя первая любовь? ; Фёдоров и Таня ; Сёстры ; Этот Еремеев ; Пыль и ветер ; Девочка и нефть ; По семейным обстоятельствам ; Пишущая машинка ; Только одна удача ; Ира.

### О Наталье Давыдовой
- Давыдова, Наталья // Гаврилюк — Зюльфигар Ширвани. — М. : Советская энциклопедия, 1964. — Стб. 488—489. — (Краткая литературная энциклопедия : [в 9 т.] / гл. ред. А. А. Сурков ; 1962—1978, т. 2).